# Букове (Надвірнянський район)
Буко́ве — село Надвірнянського району Івано-Франківської області. Входить до Пасічнянської сільської громади.

## Географія
Село відоме Бухтівецьким водоспадом на річці Бухтівець, а також Крапельковим водоспадом і Бухтівецьким верхнім. Неподалік цих водоспадів є менш відомий водоспад Дзвінка, який розташований на потоці Свиненьський.

## Історія
Перейменоване за СРСР з первісної назви — Майдан. 

## Сьогодення
В селі є загальноосвітня школа I ступеня, бібліотека, фельдшерсько-акушерський пункт, торгове підприємство. 

## Галерея

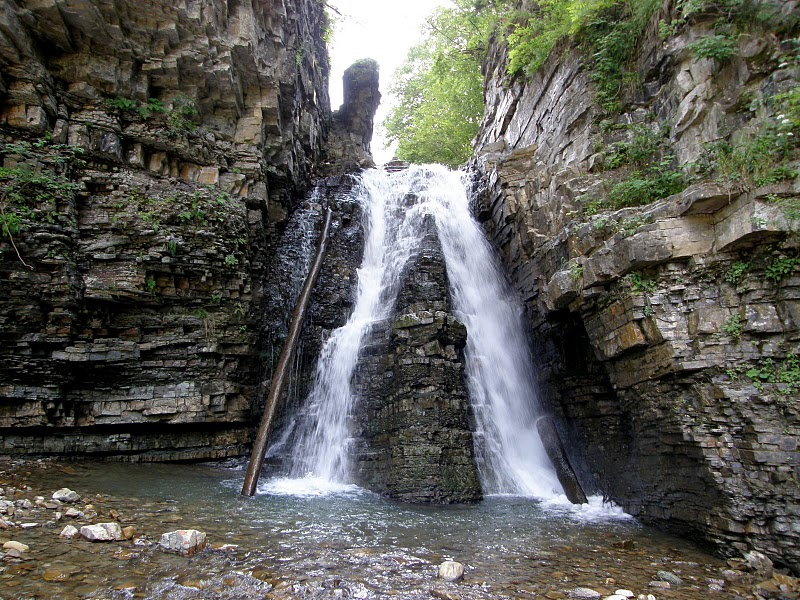
Бухтівецький водоспад
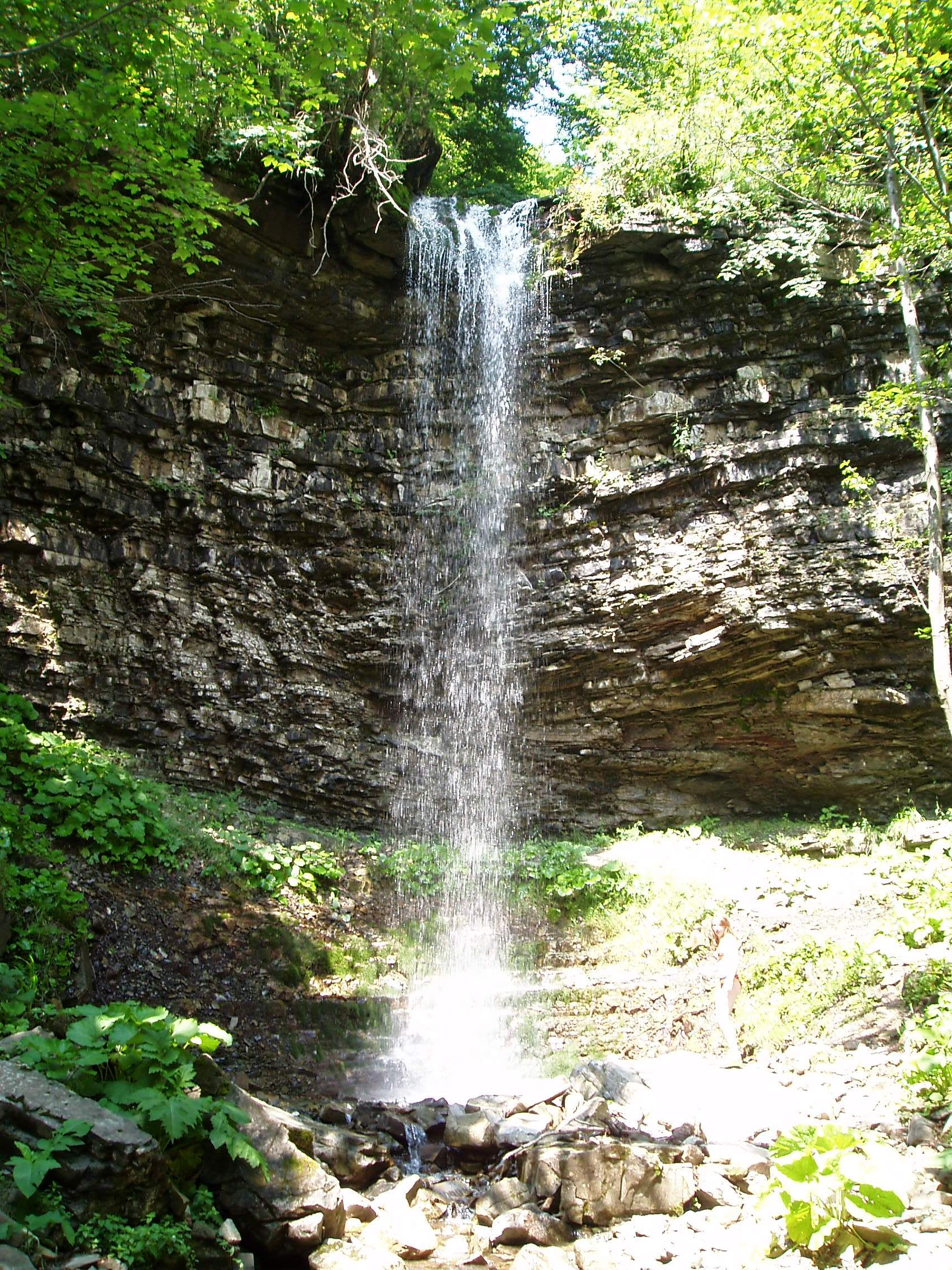
Крапельковий водоспад
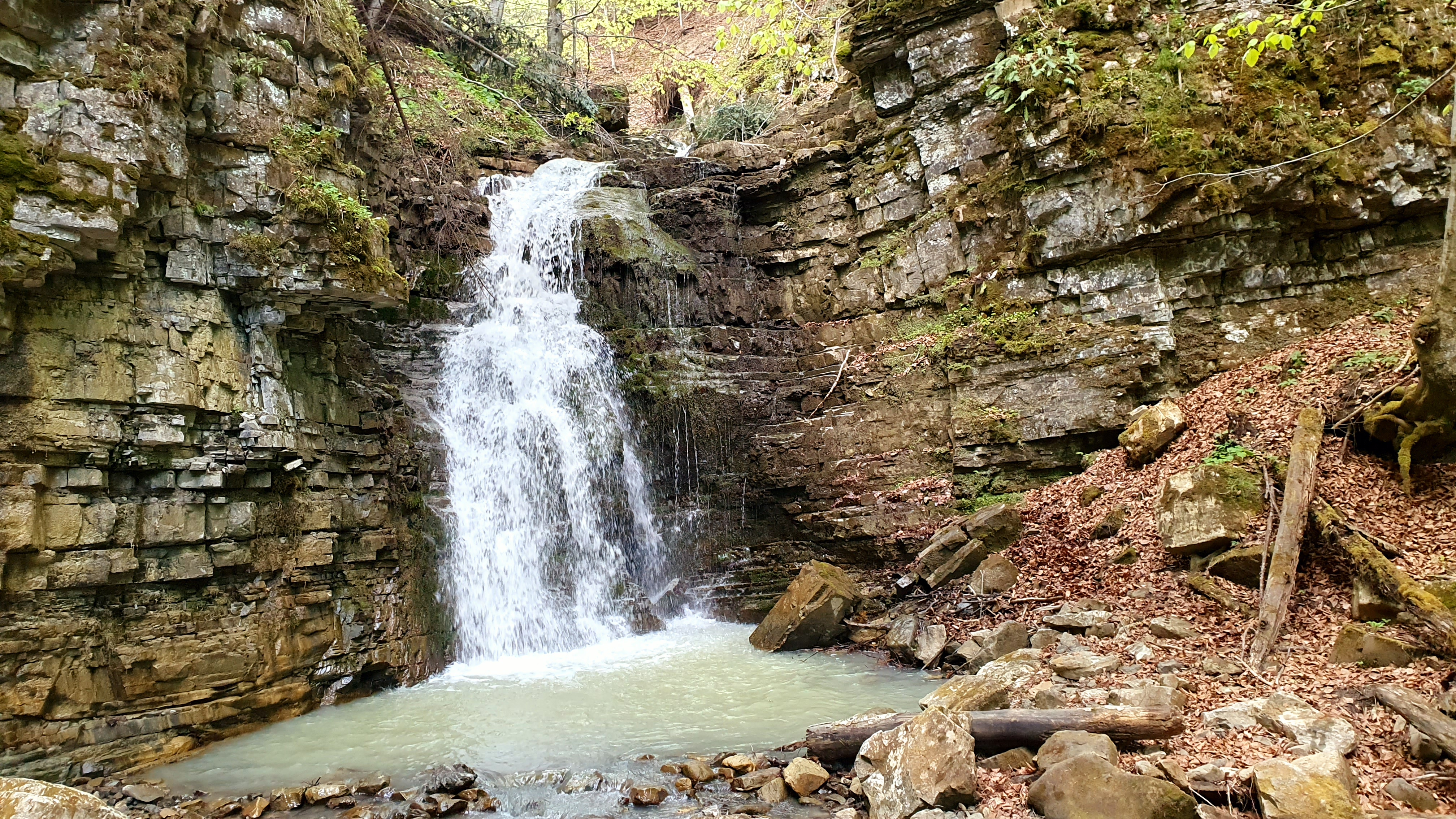
Водоспад Дзвінка
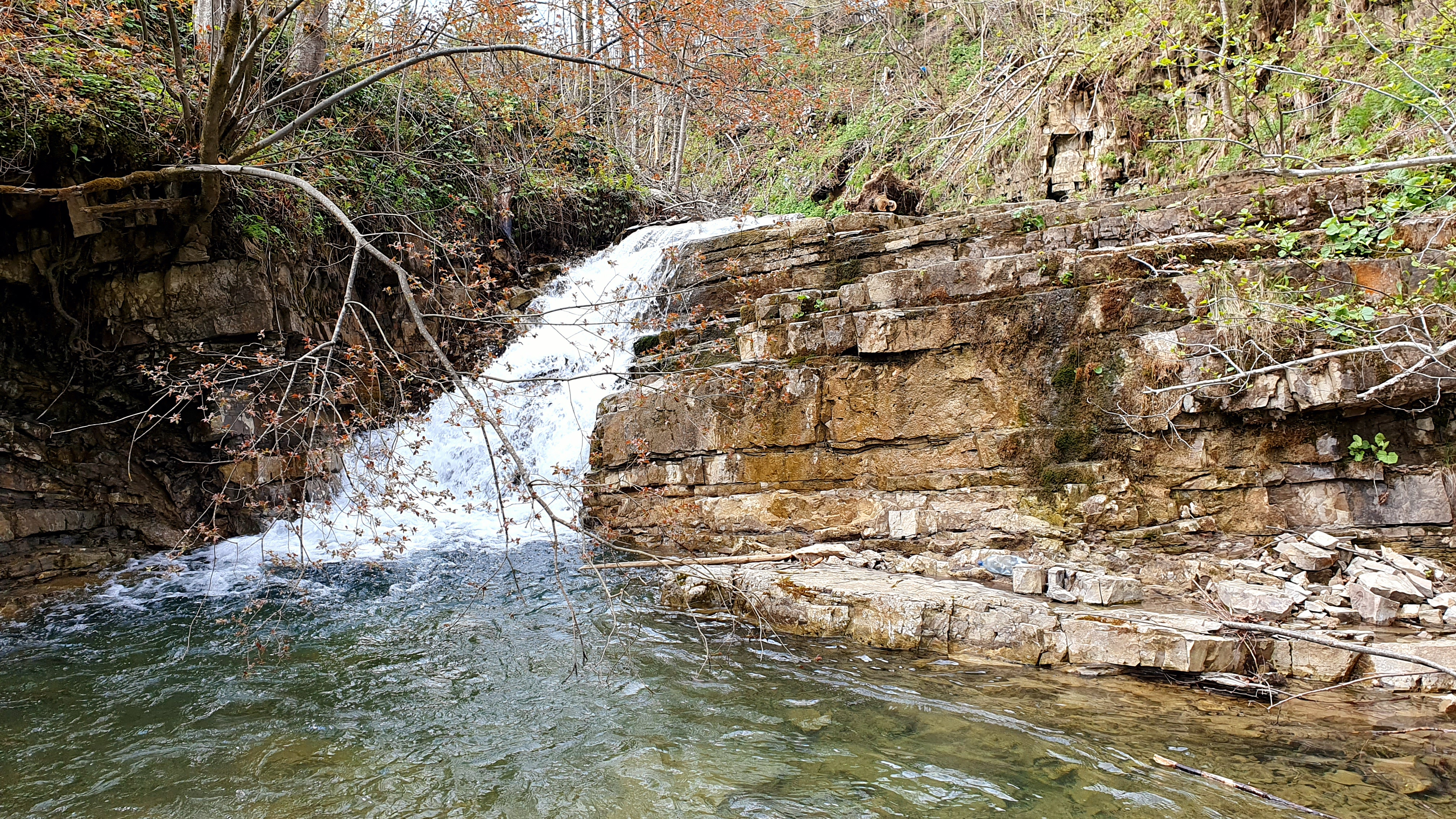
Бухтівецький Верхній